# Rödvingad dvärgtyrann
Rödvingad dvärgtyrann (Mecocerculus calopterus) är en fågel i familjen tyranner inom ordningen tättingar.

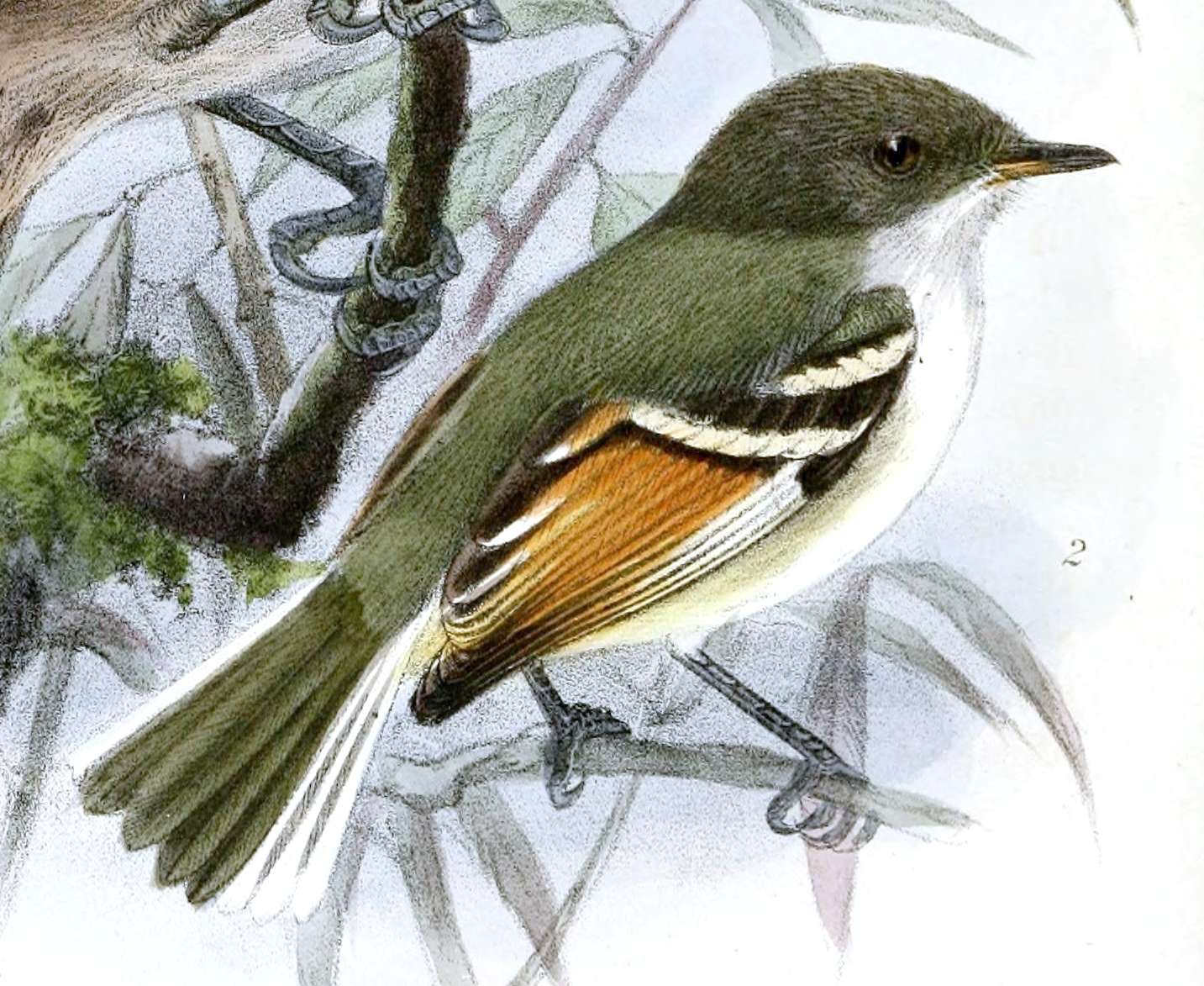

## Utbredning och systematik
Fågelns utbredningsområde är i Anderna i Ecuador och nordvästra Peru (södra om Lambayeque och La Libertad). Den behandlas som monotypisk, det vill säga att den inte delas in i några underarter.

## Status
IUCN kategoriserar arten som livskraftig.